# Pfarrkirche St. Martin am Ybbsfelde

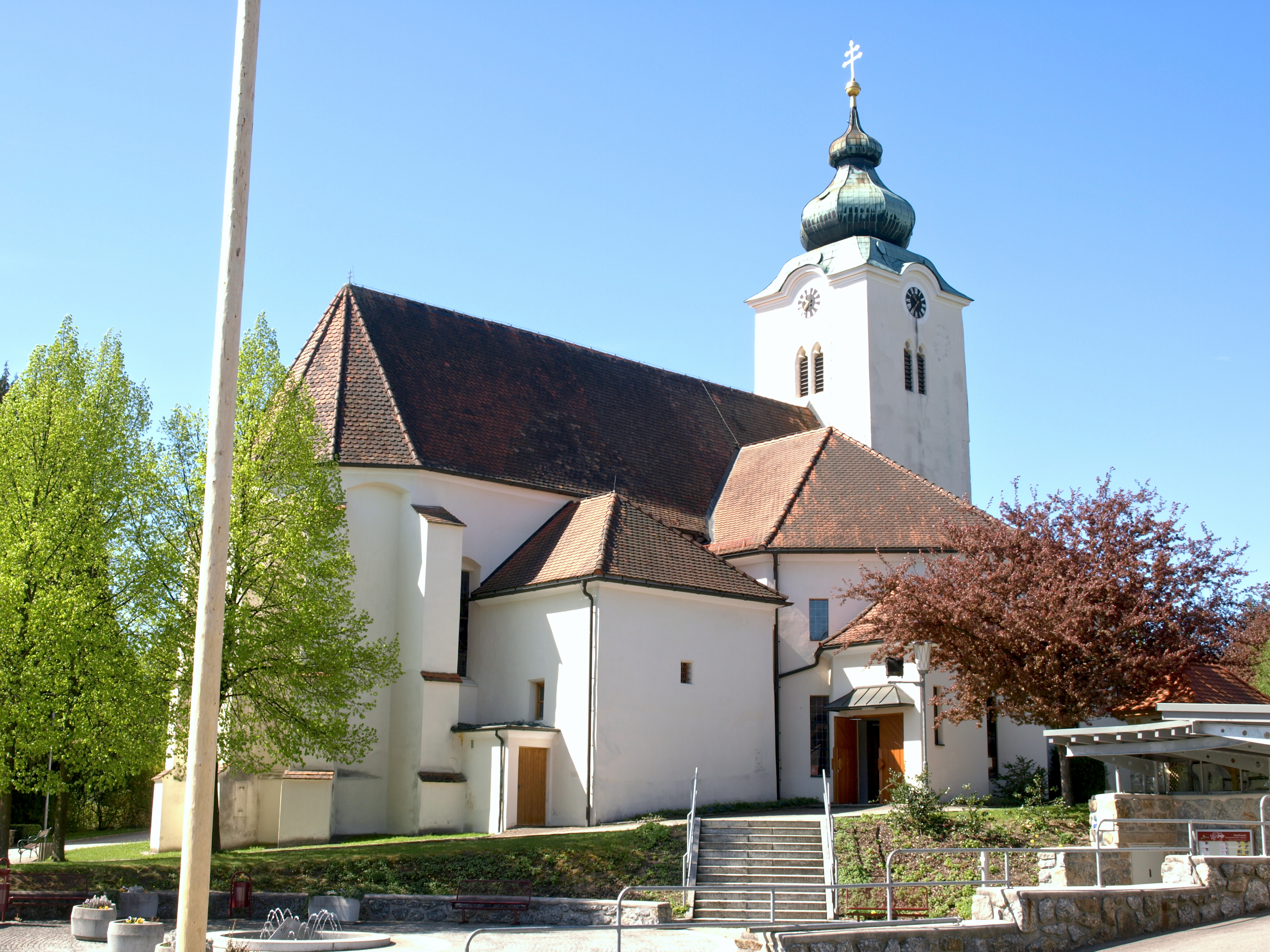
Katholische Pfarrkirche hl. Martin in St. Martin am Ybbsfelde

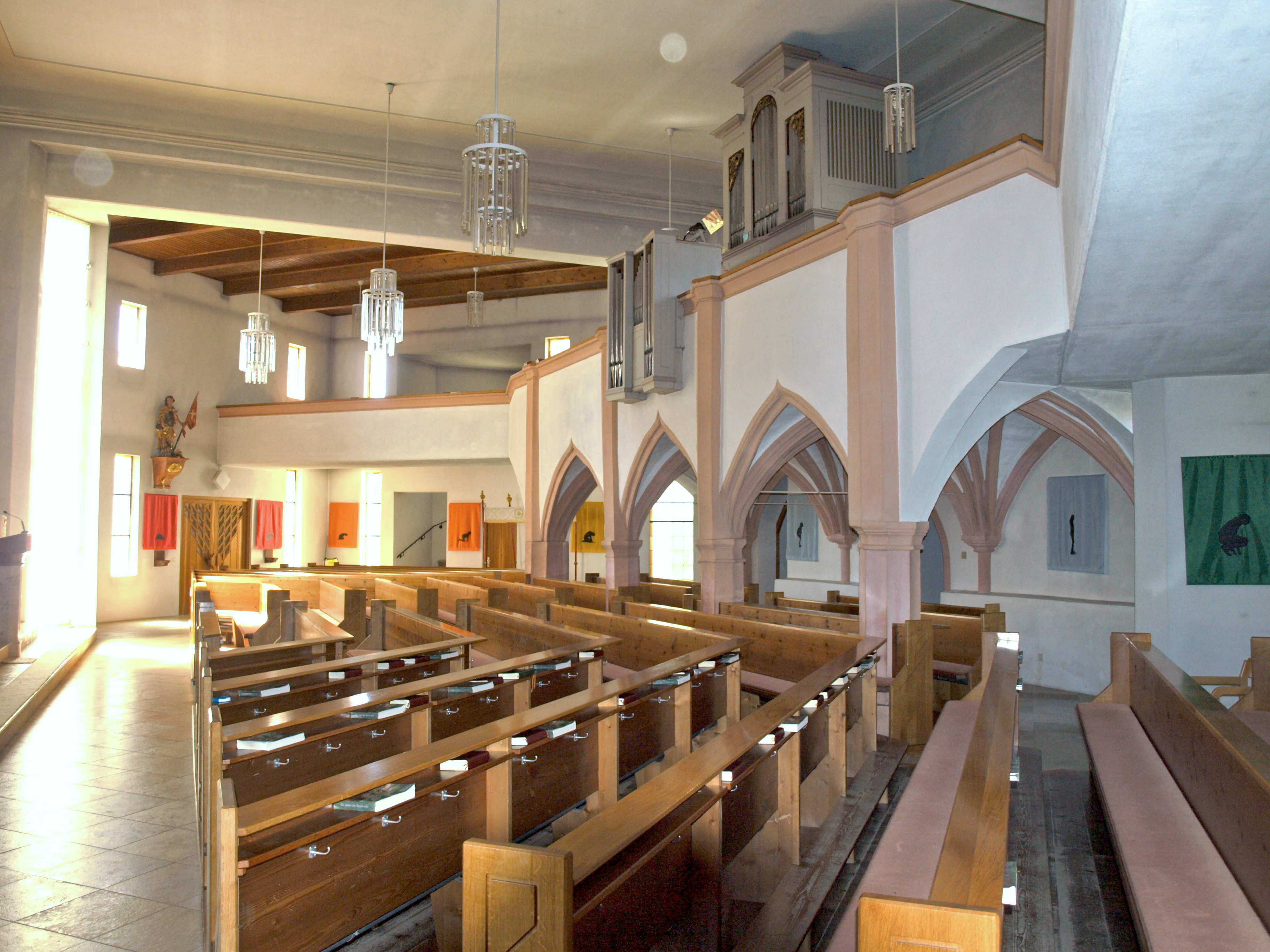
Langhaus: Erweiterungsbau der Moderne

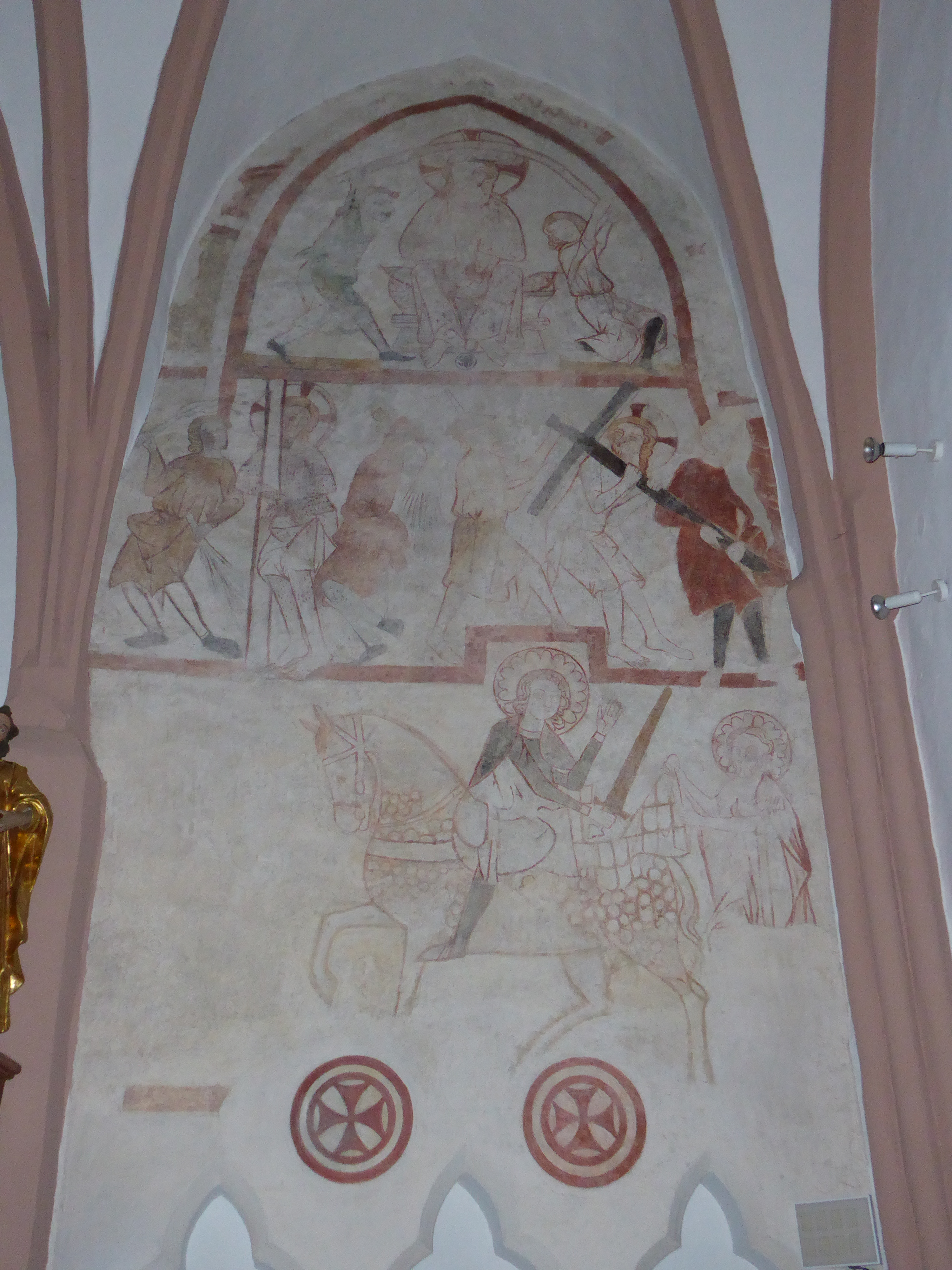
Chor: Wandmalerei Passion und hl. Martin um 1300

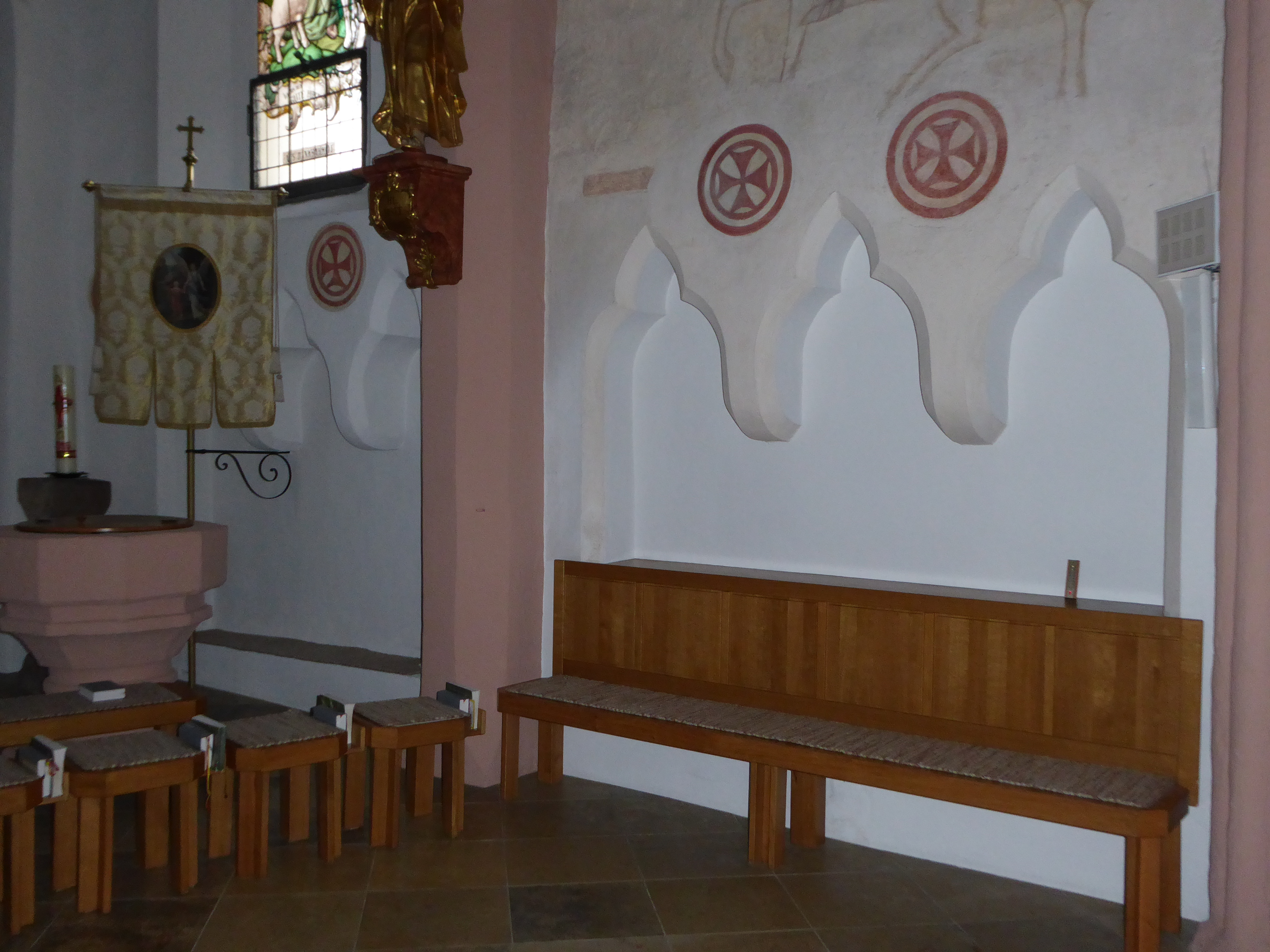
Chor: dreiteilige gotische Sessionsnischen

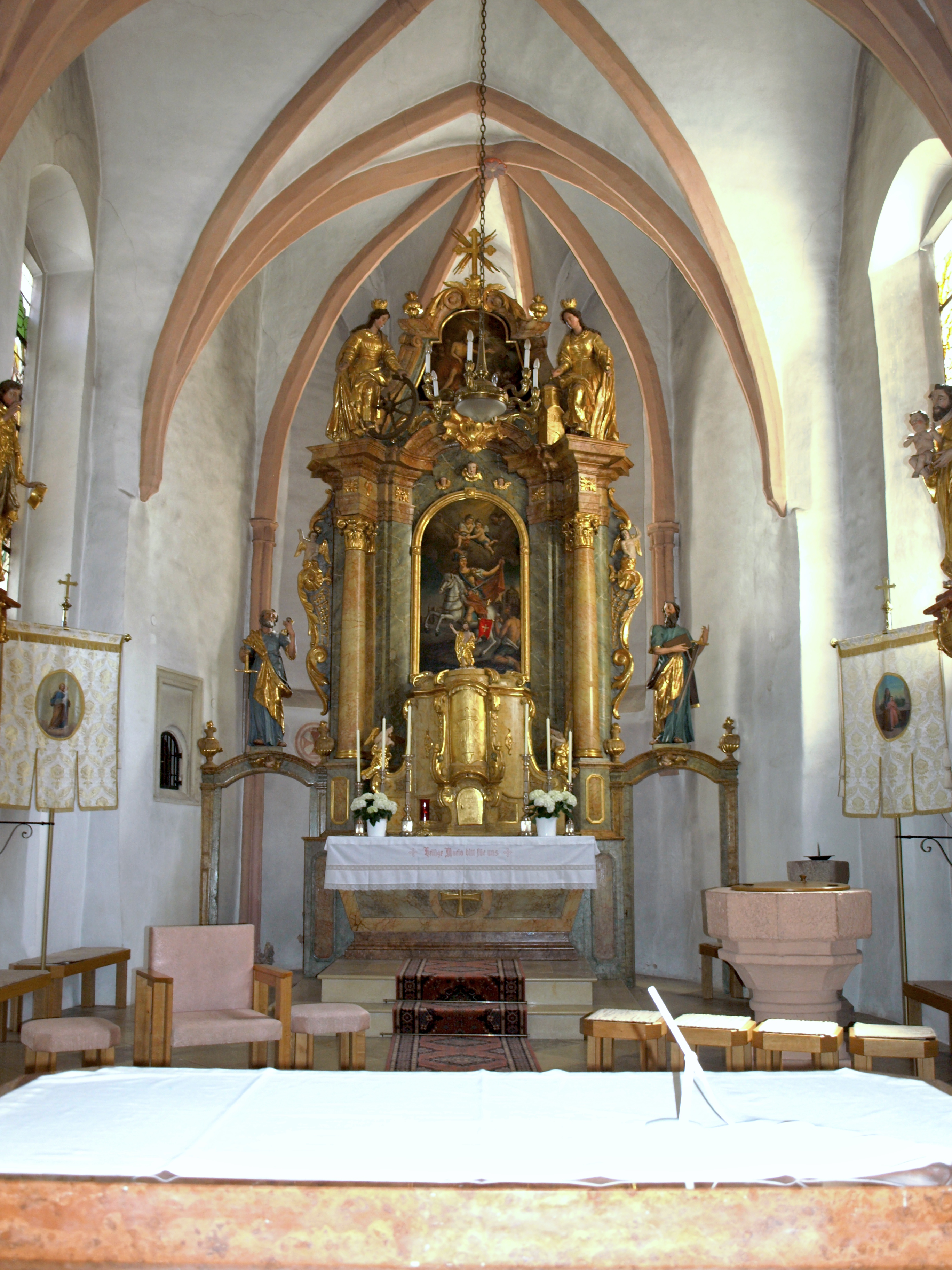
Chor mit barockem Hochaltar, das Fenster im Schluss überlichtet

Die Pfarrkirche St. Martin am Ybbsfelde steht in erhöhter Lage im Ort St. Martin am Ybbsfelde in der Marktgemeinde St. Martin-Karlsbach im Bezirk Melk in Niederösterreich. Die dem heiligen Martin von Tours geweihte römisch-katholische Pfarrkirche gehört zum Dekanat Ybbs in der Diözese St. Pölten. Die Kirche steht unter Denkmalschutz (Listeneintrag).

## Geschichte
Urkundlich wurden 1147, 1332 und 1429 ein Pfarrvikariat von Ybbs genannt. 1805 und 1809 wurde die Kirche geplündert. 1939 wurde die Kirche zur Pfarrkirche erhoben.
Die Vorgängerkirche entstand wohl in der ersten Hälfte des 9. Jahrhunderts. Danach wurden drei mittelalterliche Bauphasen festgestellt: Das romanische Chorquadrat aus dem 12. Jahrhundert, dann folgte eine früh- und hochgotische Bauphase zum Anfang des 14. Jahrhunderts mit dem Westturm, dem ehemaligen Südportal und dem Chor. Dabei wurden die romanischen Grundmauern verwendet, der Chor wurde um einen Fünfzehntelschluss erweitert, dann folgte spätgotisch im Ende des 15. Jahrhunderts die Westempore und die Sakristei. Eine wohl spätgotische Südkapelle wurde im 17. Jahrhundert abgetragen, die Fundamente wurden 1987 aufgedeckt. 1879 wurde die ehemalige Kirchhofmauer abgetragen und der Friedhof an den Ortsrand verlegt. 1940 wurde das Dach des Chores an das höhere Dach des Langhauses angeglichen. 1948 wurde die Kirche restauriert und Wandmalerei an der südlichen Chorwand aufgedeckt. 1956 und 1971 wurde die Kirche außen restauriert. 1987/1988 das Langhaus nach den Plänen des Architekten Wolfgang Zehetner modern beidseits erweitert neu gebaut.

## Architektur
Der Kirchenbau umfasst einen hohen massiven gotischen Westturm und einen frühgotischen Chor, dazwischen steht der querrechteckige Langhausneubau aus 1988 an der Stelle eines ehemaligen romanischen Langhauses. Das Kirchenäußere zeigt einen massiven gotischen Kirchenbau einer Wehrkirche mit Chor, Turm und Sakristei und ein reich durchfenstertes Langhaus mit im Vergleich sehr dünnen Wänden.
Der massige Chor mit einem Fünfseitschluss zeigt ein Kaffgesims und zweifach abgetreppte Strebepfeiler, im Osten hat er ein schmales zweibahniges Spitzbogenfenster mit Maßwerk und drei Dreipässen, die beiden seitlichen Chorschlussfenster sind vermauert und im Norden und Süden zu Rechteckfenstern abgemauert. Die massige quadratische Sakristei nördlich am Chor hat ein Walmdach, Rechteckfenster mit abgefastem Steingewände und Steckgitter. Der Westturm aus dem Anfang des 14. Jahrhunderts zeigt eine Ortsteinquaderung, er hat ein Langschartenfenster und gekoppelte Spitzbogenfenster mit Kleeblattbögen, er trägt einen Doppelzwiebelhelm mit Uhrengiebeln aus dem Ende des 18. Jahrhunderts, 1937 erneuert. Der Turm zeigt an der Südfront ein gemaltes Bindenschild um 1500, 1948 und 1971 restauriert. Der reich durchfensterte Langhausneubau zeigt sich in gleicher Bauhöhe wie der Chor, das Langhaus erweitert sich symmetrisch nach Norden und Süden mit spitz zulaufenden blattartigen Flügelbauten unter niedrigen Halbwalmdächern, an den Schrägseiten sind wiederum spitz zulaufende Anbauten, ostseitig als Vorraum, westseitig als Emporenaufgang, unter Halbwalmdächern.
Das Kircheninnere zeigt einen leicht erhöhten zweijochigen Chor mit einem leicht verzogenen Kreuzrippengewölbe mit schweren Rippen mit keilförmigem Querschnitt und einem fünfteiligen Polygonschluss auf gebündelten Runddiensten über massigen oben verjüngten polygonen Wandvorlagen bzw. gekappt mit Hornkonsolen und mit reliefierten Schlusssteinen. Seitlich ist beidseits eine dreiteilige gotische Session mit genasten Spitzbögen auf gerundeten Konsolen aus dem Anfang des 14. Jahrhunderts, in der Nordwand der Sakristei befindet sich ein schmales Schulterportal mit der originalen Eisentür zur Sakristei. Die Sakristei hat ein Gewölbe mit zwei stark verschliffenen Rippen aus dem Ende des 15. Jahrhunderts. Die spätgotische rundbogige Sakramentsnische in rechteckiger Stabrahmung entstand um 1500. Das Turmerdgeschoß ist flachtonnengewölbt mit einem spitzbogigen Durchgang zum Langhaus. Das Langhaus mit den seitlichen Flügelbauten zeigt sich unter eine Flachdecke. Die spätgotische sternrippenunterwölbte Orgelempore aus dem Ende des 15. Jahrhunderts mit drei gekielten Spitzbögen aus polygonalen Achteckpfeilern bzw. halbrunden Diensten wurde erhalten und in das moderne Langhaus integriert, dabei wurde die Empore in den Flügelbauten balkonartig weitergeführt.
Im Chor im Bereich des ehemaligen romanischen Chorquadrates besteht als Chorsubstruktion eine Gruft als schmaler kreuzgratgewölbter Raum mit einem anschließenden kräftigen Spitzbogen und Polygonalschluss.
An der Südwand des Chorjoches wurde 1949 eine Wandmalerei freigelegt und 1988 restauriert. In drei übereinander liegenden Streifen befinden sich von oben nach unten die Darstellungen von Passionsszenen mit Dornenkrönung, Geißelung, Kreuztragung und Mantelspende des hl. Martin um 1300, die Vorzeichnungen und die Grundierung ist teils erkennbar. Es gibt weiters zwölf gemalte Weihekreuze. Die Glasmalerei im Chor Heilige Familie, Christus als Guter Hirte, schuf Rudolf Nagl 1933. Die Glasmalerei im Langhausneubau Cäcilia, Theresa von Lisieux und Thomas schuf die Firma Knapp 1988.

## Ausstattung
Der Hochaltar um 1725/1730 ist ein barockes Säulenretabel mit seitlichen Opfergangsportalen und einem Volutenauszug, der Tabernakel mit seitlichen Voluten und adorierenden Engeln steht hoch und wuchtig auf dem Sarkophagmensa, über den Opfergangsportalen stehen die Statuen Peter und Paul, am Auszug Katharina und Barbara, das Hochaltarblatt zeigt den hl. Martin und das Oberbild die Hl. Dreifaltigkeit.
Ein romanisches Kapitel aus dem 12. Jahrhundert wurde unter dem Chor gefunden und auf einer neuen Säule mit Basis aufgestellt. Die Kanzel auf einem spätgotischen Fuß aus dem Ende des 15. Jahrhunderts trägt einen barocken achtseitigen Korb und Schalldeckel aus dem Ende des 18. Jahrhunderts, 1988 restauriert. Der spätgotische achtseitige Taufstein entstand um 1500.
Die Statue Madonna um 1600 wurde in der ersten Hälfte des 18. Jahrhunderts barockisiert und mit Kind, Kronen und Szepter ergänzt. Die Pietà entstand um 1600. Das Kruzifix aus dem Umkreis der Bildhauerfamilie Schwanthaler um 1790 wurde der Kirche 1963 gespendet.
Ein Relief Christus in der Not aus der ersten Hälfte des 17. Jahrhunderts wurde aus der Giebelkapelle südöstlich des Ortes hierher übertragen. Die Kreuzwegbilder malte Johann Wohnbacher 1817.
Die Orgel mit 9 Registern baute Franz Strommer 1880, die Orgel wurde 1961 erweitert.
Die Oktavglocke, die Friedensglocke von Sankt Martin, ist die älteste datierte Glocke Österreichs. In der Umschrift in Großbuchstaben wird das Jahr 1200 genannt. Eine Glocke nennt Mathias Prininger 1691. Zwei Glocken nennen 1957.
Eine Wappengrabplatte in der südlichen Vorhalle nennt Jorig Pernharz von Meiundling und Gattin Wandel Pannhalbm aus dem dritten Viertel des 15. Jahrhunderts.